# Московский завод пишущих принадлежностей имени Сакко и Ванцетти
Московский завод пишущих принадлежностей имени Сакко и Ванцетти — бывшая фабрика по производству карандашей и других пишущих средств. Был известен также как «Карандашная фабрика», ОАО «Сакко и Ванцетти», ОАО «Завод пишущих принадлежностей им. Сакко и Ванцетти», АООТ «Московский завод пишущих принадлежностей им. Сакко и Ванцетти».
Предприятие входило в тройку крупнейших предприятий отрасли наряду с ПО «Союз» и ОАО «Оргтехника».
Завод располагался в Дорогомилове, имел также филиал в районе Кунцева («Кунцевский завод автоматических ручек» до 1970 года).

## История завода

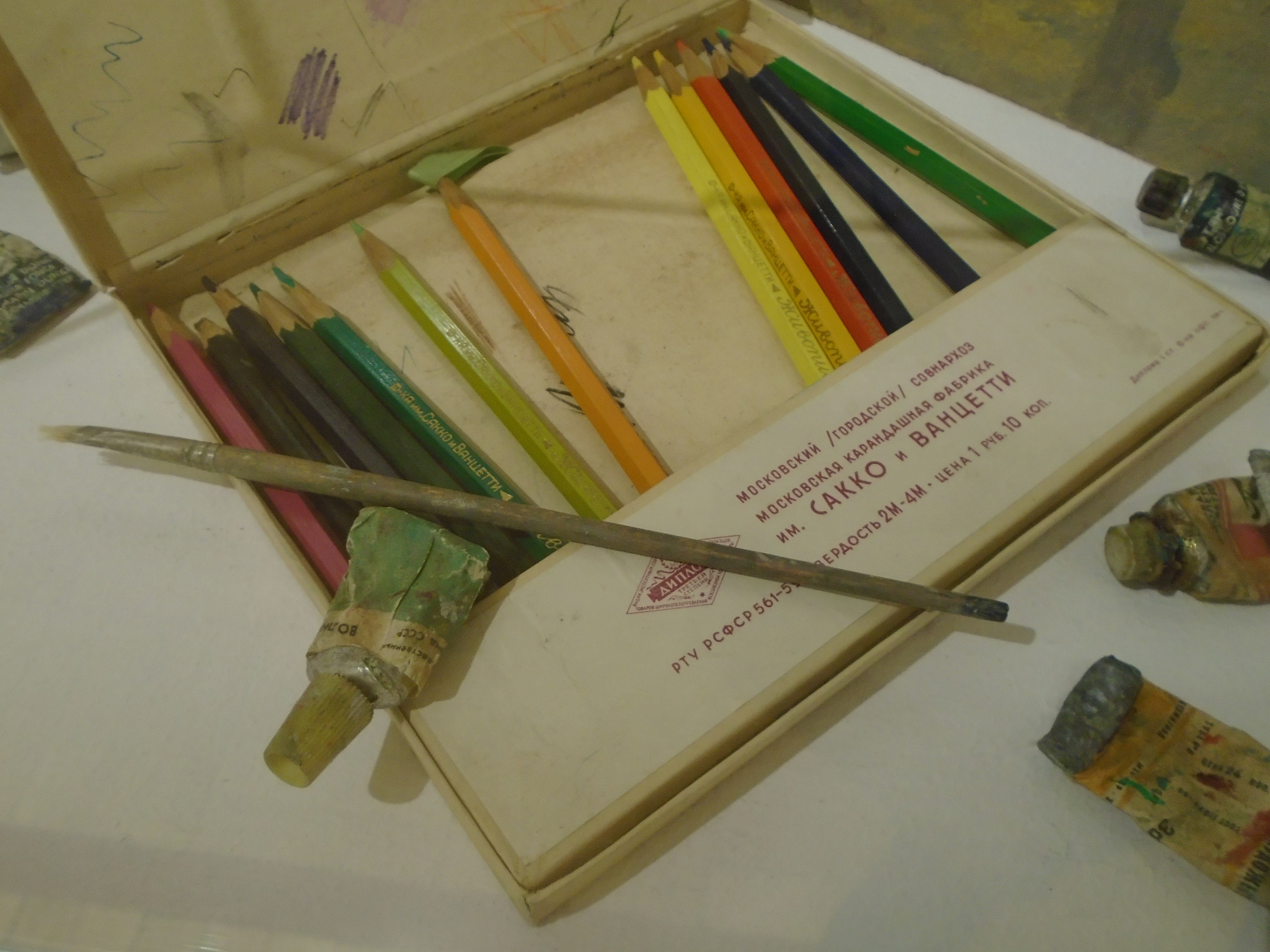
Набор карандашей фабрики «Сакко и Ванцетти», принадлежавший Х. Якупову

На основе концессионного договора, заключённого между Правительством СССР и Правлением американской концессии в лице А. Хаммера и утверждённого СНК 22 сентября 1925 г. (Протокол № 119, п.14), в 1926 г. в Москве была открыта концессионная фабрика канцелярских принадлежностей. По окончании срока концессионного договора по решению Правительства СССР с 15 марта 1930 года стала действовать Государственная карандашная фабрика имени Сакко и Ванцетти.
С момента основания (1930 г.) по 1935 г. фабрика подчинялась объединению «Мосхим» (Мосхимтресту), с 1935 по 1957 г. — Тресту школьно-письменных принадлежностей Министерства местной промышленности, с 1957 по 1965 г. — Управлению мебельной промышленности Мосгорсовнархоза, с 1965 г. по 25 марта 1991 гг. — Объединению «Союзоргтехника» (с 1986 г. — МНПО «Оргтехника») Министерства приборостроения, средств автоматизации и систем управления СССР, с 25 марта 1991 г. по 3 августа 1993 г. — Министерству электротехнической промышленности и приборостроения СССР, с 3 августа 1993 г. по 30 июня 1994 г. — Комитету РФ по машиностроению.
В 1989 было создано совместное предприятие «Тангра», которое получило новые технологии и оборудование от АО «Булгарлизинг» для производства шариковых ручек типа PILOT, но из-за корпоративного конфликта наладить производство не удалось, в целях возмещения ущерба оборудование было возвращено владельцам в конце 1990-х (Болгария).

### 1990-е — 2000-е. Закрытие завода
В 1994 году было зарегистрировано Акционерное общество открытого типа «Московский завод пишущих принадлежностей имени Сакко и Ванцетти», которое являлось правопреемником государственного предприятия «Московский завод пишущих принадлежностей имени Сакко и Ванцетти». В 2000 году АООТ «МЗПП им. Сакко и Ванцетти» было преобразовано в соответствии с действующим законодательством в ОАО «Завод пишущих принадлежностей имени Сакко и Ванцетти».
Кризис 1990-х годов больно ударил по промышленности. В 1996 уходят иностранные партнеры (Болгария и Швейцария). Долговая нагрузка растёт. Заработная плата перестаёт выплачиваться. В 1999 в связи с задолженностью на предприятии была отключена электроэнергия и прочие коммуникации. Оборудование не было законсервировано, в результате завод сильно пострадал в осенне-зимний период.
К 2000 году на заводе работало около 50 человек (в 1996 — 1500 человек). В 2000 бывшими сотрудниками и партнерами предприятия было выкуплено оборудование и организовано производство номенклатуры завода. В период 2000—2002 завод был способен выпускать до 1 млн шариковых ручек в месяц при загрузке в 35 % от проектной мощности. В 2003 была выпущена последняя партия ручек РШ-656. В 2005 аффилированные лица выкупили часть оборудования (термопластавтоматы и металлообрабатывающее оборудование, около 25 единиц) и перенесли производство на территорию Владимирской области. В 2007 — подготовка территории завода (снос строений) для строительства элитного жилого комплекса «Парк Сити». В реализации проекта на различных этапах участвовали ИСК «Реалтэкс», Группа «ПИК», Группа «Абсолют». Площадь застройки — 14,5 га.

## Руководство
В период реорганизации и банкротства завода фактически существовало 2-3 юридических лица с общим для всех словосочетанием в наименовании «Сакко и Ванцетти», которым принадлежала часть имущества завода. Этим объясняется дублирование органов управления. Последним юридическим лицом собственником завода было ОАО «Сакко и Ванцетти», акционерами которого и являются компании-застройщики.
- 1990—1999 — Карев Александр Михайлович «Заслуженный машиностроитель Российской Федерации»
- 1999 — Ермаков Александр Алексеевич, в то же время директор завода-конкурента ОАО «Гамма»
- 2000—2001 — Лукашевич Валерия Юрьевна (внешнее управление)
- 2000—2001 — Свириденко Галина Терентьевна (внешнее управление)
- 2001 — Морозов Тимофей Васильевич
- 2001 — Баранников А. Л. (внешнее управление)
- 2002 — Черемисин Д. В.
- 2003—2004 — Мельников В. И. (последний директор)

## Продукция завода
- Карандаши
- Шариковые ручки (РШ-656)
- Настольные письменные наборы
- Наборы красок
- Прочие канцтовары
- Предметы быта

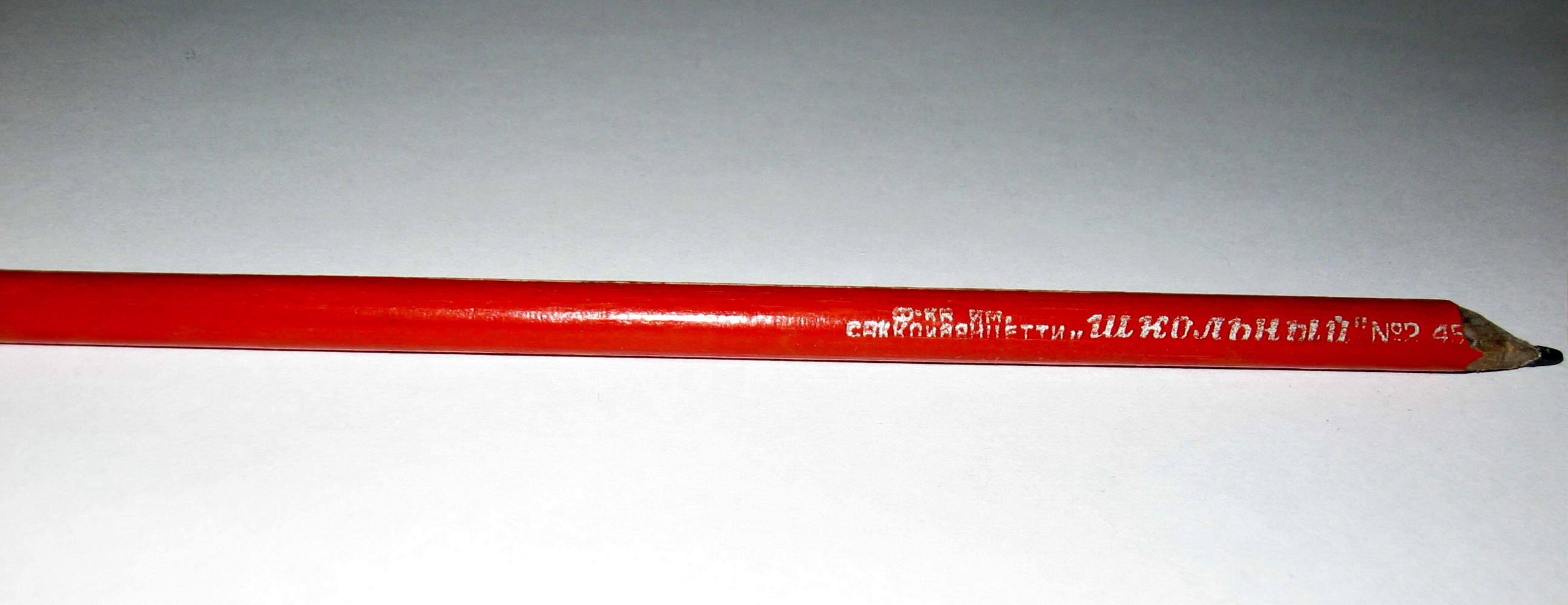
Карандаш «Школьный» (1945 год)

- С 2000 года завод производил любую продукцию из пластика на заказ

В связи с высокой конкуренцией со стороны европейских (по качеству) и китайских (по цене) производителей завод столкнулся с проблемой сбыта продукции.

## Оборудование
В производстве использовалось большое количество специального и уникального оборудования, в том числе импортного: PLATARG, AGIE, EWAG, PONAR, LACHAUSSE, роботизированные комплексы.
- Термопластавтоматы KUASY (Германия) 1982—1991 года выпуска — 12 ед.
- Прессы от 6 до 40 тонн — 14 ед.
- Станки:
  - Токарные — 25 ед.
  - Фрезерные — 15 ед.
  - Координатные — 5 ед.
  - Плоскошлифовальные — 9 ед.
  - Эрозионные − 5 ед.
- роботизированный и обычный гальванический цеха
- ТПА около 12 ед.

## Цеха
- Цех по изготовлению пресс-форм
- Инструментальный участок, цех по изготовлению пресс-форм
- Роботизированный и обычный гальванический цеха

## Факты
- Завод имел на балансе пионерский лагерь «Искра», пользовавшийся популярностью у широкого круга детей работников завода и жителей близлежащих районов.
- В период с 1995 по 2004 РПЦ пыталась вернуть себе помещения завода, располагавшиеся на территории Храма преподобного Серафима Саровского в Кунцеве 1909 года постройки[1]. К 1993 году в храме уже никакого производства не было. Вывеска на проходной сообщала: «МЗПП им. Сакко и Ванцетти. Производство N 2». В 1997 году храм был восстановлен[2].
- На пятой ежегодной церемонии вручения народной премии «Золотой граммофон» директор «Московского завода пишущих принадлежностей» за песню «Ручки» вручила музыкантам группы «Вирус» наборы ручек собственного производства.
- Завод и жилые дома неподалёку построены на месте бывшего Дорогомиловского кладбища (моровое, чумное, еврейское).
- На фабрике в 1934 году помощником главного инженера работал писатель Василий Семенович (Иосиф Соломонович) Гроссман. С заводом связан его рассказ «Цейлонский графит».
- На территории завода располагался офис футбольного клуба «Асмарал» (ФК Пресня).
- Сине-красными карандашами «Сакко и Ванцетти» пользовались Сталин и Громыко[3].

## Достопримечательности

### Паровоз Су215-80

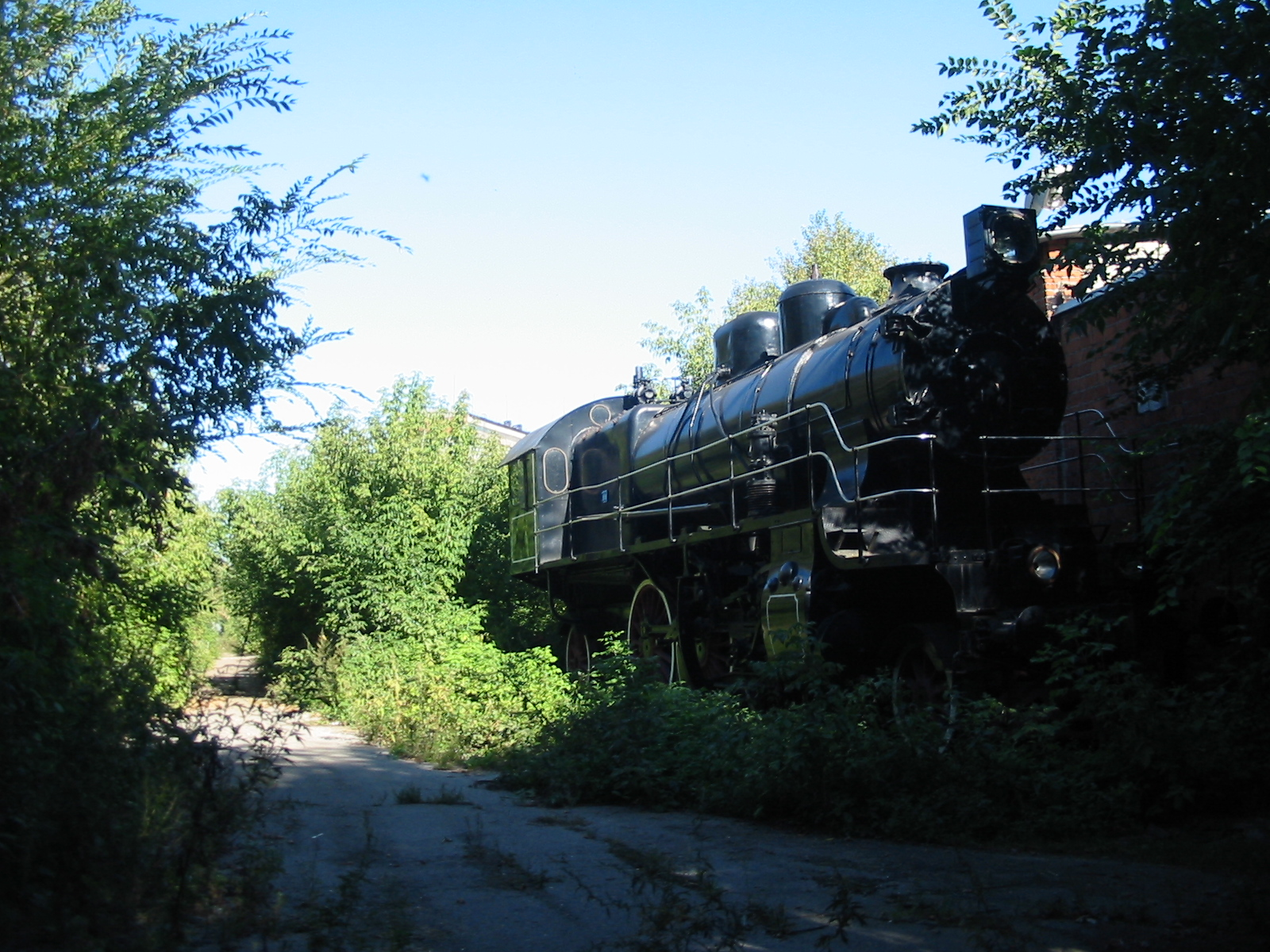
Паровоз в 2005 году

На территории завода 55°44′54″ с. ш. 37°33′06″ в. д. располагался уникальный исторический объект (известный как паровоз на набережной Тараса Шевченко) — единственный сохранившийся до наших дней паровоз ранней, второй серии Су (1930-е годы). В данный момент паровоз стоит на территории Бадаевского завода 55°44′58″ с. ш. 37°33′33″ в. д. на постаменте за воротами.

#### История появления паровоза
В 1996 году у группы предпринимателей возникла идея организовать ресторан «Царский поезд», который должен был располагаться между заводом и гостиницей «Украина». Для этого они доставили из посёлка Жуковский 2 паровоза Су, которые поступили на Коломенский завод, где из двух был сделан один, но «по высшему разряду» и в заводских условиях (без тендера). Второй Су был разрезан на Коломзаводе. Паровоз был доставлен на Бадаевский завод вместе с тендером от ИСа и тремя пассажирскими вагонами ЦМВ, из которых стали делать имитацию вагонов царского поезда. Ещё был пригнан тендер от Эу, который предназначался для установки с паровозом. В таком виде это всё застал кризис 1998 года. В 2001 на металлолом были порезаны вагоны и тендер ИС, тендер Эу, ж/д пути.